# سیاوش اسراروف
سیاوش اسراری (تاجیکی: Сиевуш Асроров؛ زادهٔ ۲۱ ژوئیهٔ ۱۹۹۲) که با نام سیاوش اسراروف هم شناخته می‌شود، بازیکن فوتبال اهل تاجیکستان است.
از باشگاه‌هایی که در آن بازی کرده‌است می‌توان به باشگاه فوتبال خجند و باشگاه فوتبال استقلال دوشنبه اشاره کرد.
وی همچنین در تیم ملی فوتبال تاجیکستان بازی کرده‌است.